# Американски филмов институт
Американският филмов институт е организация с нестопанска цел, създадена от Националния фонд на изкуствата през 1967 г. Целта му е да запази американското филмово наследство, да обучи следващото поколение филмови дейци и да награждава творците за работата им.

## 100 години АФИ... поредица
Популярната 100 години Американски филмов институт... поредица върви от 1998 до 2008 г. Журито се състои от над 1500 творци, учени, критици и историци.